# Periodismo de videojuegos
El periodismo de videojuegos es una rama especializada del periodismo que discute, analiza y difunde información relacionada con los videojuegos, generalmente basado en un ciclo de revelación, vista previa y reseña.
Esta forma de periodismo se ha diversificado con el tiempo, extendiéndose por diferentes medios. Incluye revistas especializadas, sitios web, blogs, pódcast, canales de YouTube y programas de televisión dedicados al mundo de los videojuegos.

## Historia

### Medios Impresos
Durante la década de 1970, la primera revista que se enfocó en la industria de los juegos de arcade fue la revista comercial de suscripción exclusiva llamada Play Meter, que inició su publicación en 1974. Esta revista abordó extensivamente la industria del entretenimiento que funcionaba con monedas, incluyendo la emergente industria de los videojuegos.
El periodismo de videojuegos dirigido al consumidor tuvo sus inicios durante la época dorada de los videojuegos arcade, especialmente después del éxito de Space Invaders en 1978. Este hito dio lugar a una avalancha de artículos e historias favorables sobre este medio emergente, que fueron transmitidos en televisión y publicados en periódicos y revistas.
En Norteamérica, la primera columna regular dirigida al consumidor centrada en videojuegos, conocida como “Arcade Alley”, debutó en 1979 en la revista Video. Esta columna fue escrita por Bill Kunkel junto con Arnie Katz y Joyce Worley.
Paralelamente, en Japón, se registró la primera cobertura de videojuegos a fines de la década de 1970, con la aparición de columnas en revistas de ordenadores personales y manga.
A fines de 1981, comenzaron a surgir las primeras revistas dedicadas exclusivamente a los videojuegos. Sin embargo, la cobertura temprana basada en columnas continuó siendo relevante en América del Norte y Japón. Ejemplos notables incluyen la columna del diseñador de videojuegos Yuji Horii en Weekly Shōnen Jump a principios de la década de 1980 y “The Vid Kid”, una columna de distribución nacional publicada semanalmente entre 1982 y 1992 por Rawson Stovall.
La primera revista impresa dirigida al consumidor y dedicada exclusivamente a los videojuegos fue Computer and Video Games, la cual debutó en el Reino Unido en noviembre de 1981. Esto ocurrió dos semanas antes del lanzamiento en Estados Unidos de la siguiente publicación de videojuegos más antigua, la revista Electronic Games, fundada por los escritores de “Arcade Alley”, Bill Kunkel y Arnie Katz.
Hasta el año 2015, entre las publicaciones de videojuegos más antiguas que todavía se encuentran en circulación se destacan Famitsu, fundada en 1986, y The Games Machine (Italia), establecida en 1988. Estas revistas han mantenido su relevancia a lo largo del tiempo en el ámbito de la cobertura de videojuegos.
La crisis de los videojuegos en 1983 tuvo un impacto significativo en el mercado de las revistas de videojuegos en América del Norte. Según un artículo de Computer Gaming World (CGW) de 1987, antes del colapso, había dieciocho revistas en color dedicadas a los juegos de computadora. Sin embargo, tras la crisis, en 1984, CGW se convirtió en la única revista sobreviviente en la región.
Durante este tiempo, en relación con el lanzamiento de la NES en Norteamérica, Gail Tilden, responsable de relaciones públicas de Nintendo de América, mencionó: “No sé si tuvimos alguna cobertura en ese momento por la que no pagamos”. Este período representó un desafío para la cobertura mediática no remunerada en el sector.
En contraste, el periodismo de videojuegos en Japón sufrió menos interrupciones. Las primeras revistas dedicadas exclusivamente a los videojuegos comenzaron a surgir en 1982. Esto incluyó publicaciones como LOGiN de ASCII, seguida por diversas revistas de SoftBank y Comptiq de Kadokawa Shoten.
La primera revista dedicada a los juegos de consola, específicamente a la Famicom (NES) de 8 bits de Nintendo, fue Family Computer Magazine de Tokuma Shoten (también conocida como Famimaga), que comenzó en 1985. Este enfoque específico dio lugar a otras revistas notables como Famitsū (originalmente llamada Famicom Tsūshin) en 1986 y Nintendo Power en 1988, que emularon su estilo y contenido.
Famimaga alcanzó una circulación de 600,000 ejemplares por número en diciembre de 1985, aumentando a 1 millón en 1986, demostrando así el creciente interés y la demanda por este tipo de publicaciones en Japón.
En España, en 1984, se lanzó MicroHobby, una publicación editada por Hobbypress dedicada al Sinclair ZX Spectrum. Inicialmente centrada en este sistema, la revista evolucionó para abarcar nuevos lanzamientos, información relacionada y programas propios, convirtiéndose en un referente clave para la cobertura de videojuegos en el país. Este hito marcó la incursión de personas ajenas al periodismo profesional en la publicación de revistas, satisfaciendo la creciente demanda de información sobre esta industria emergente en España.
En 1992, las revistas británicas de videojuegos registraron la circulación de un millón de copias al mes en el Reino Unido.  A principios de la década de 1990, la práctica del periodismo de videojuegos comenzó a expandirse hacia el este de Europa y el oeste de Japón, coincidiendo con el surgimiento de mercados de videojuegos en países como China y Rusia. En 1993, Rusia vio el lanzamiento de su primera revista orientada al consumidor de juegos, Velikij Drakon, marcando así un hito en la cobertura mediática de los videojuegos en la región. En China, las primeras revistas orientadas al consumidor de videojuegos, Diànzǐ Yóuxì Ruǎnjiàn y Play, fueron lanzadas a mediados de 1994.

### Basado en web
Existen discrepancias sobre cuál de las dos primeras revistas de videojuegos electrónicos fue la "primera en publicarse regularmente" en línea. Game Zero, que inicialmente surgió como un fanzine impreso en abril de 1992, reclama haber lanzado una página web en noviembre de 1994, con su primer anuncio formal en abril de 1995. Esta página web se originó a partir de una revista impresa bimensual con sede en el centro de Ohio, inicialmente con una circulación de 1500 ejemplares, que más tarde evolucionó a una revista en CD-ROM, alcanzando una circulación de 150.000 ejemplares en su punto máximo. Durante su periodo activo, desde 1994 hasta 1996, el sitio web de Game Zero se actualizaba semanalmente, consolidándose como una fuente dinámica de información sobre videojuegos en línea.
Otra publicación clave en este contexto fue Intelligent Gamer Online ("IG Online”), que lanzó un sitio web completo en abril de 1995. A pesar de su nombre “quincenal”, este sitio se actualizaba diariamente, mostrando su compromiso con la actualización regular del contenido en línea. Intelligent Gamer había incursionado en la publicación en línea años antes de la popularización de la web. Originariamente, se basaba en una publicación descargable llamada “Intelligent Gamer”, desarrollada por Joe Barlow y Jeremy Horwitz en 1993. Esta publicación evolucionó aún más bajo el liderazgo de Horwitz y el editor Anthony Shubert, primero en Usenet y luego como minisitios interactivos en línea, como “Intelligent Gamer Online” para América Online (AOL) y los servicios en línea TimesLink/Prodigy de Los Angeles Times a finales de 1994 y principios de 1995. En su momento, esta publicación fue reconocida como “la primera revista nacional de videojuegos que se encontraba exclusivamente en línea”.
La revista Game Zero cesó sus publicaciones activas a finales de 1996 y actualmente se mantiene como un sitio de archivo. Los esfuerzos de Horwitz y Shubert, respaldados por una sólida biblioteca de contenido web desarrollado, llevaron a que IG Online fuera adquirida por Sendai Publishing y Ziff Davis Media. Estos eran los editores de la influyente publicación impresa en Estados Unidos, Electronic Gaming Monthly. La adquisición transformó la publicación en una propiedad de impresión separada en febrero de 1996, marcando así un cambio significativo en la evolución y dirección de Intelligent Gamer Online.   

#### Nuevos medios de comunicación
Future Publishing ilustra el declive experimentado por los medios tradicionales en la industria de los videojuegos. En 2003, el grupo registró beneficios multimillonarios y un crecimiento sólido. Sin embargo, a principios de 2006, la empresa emitió advertencias sobre sus beneficios y procedió al cierre de revistas no rentables, aunque estas no estaban relacionadas con los juegos. Posteriormente, a finales de noviembre de 2006, el editor anunció una pérdida antes de impuestos de £49 millones (equivalentes a $96 millones de dólares), y como medida para reducir su deuda bancaria, vendió la filial italiana Future Media Italy. Este acontecimiento refleja los desafíos financieros y estratégicos que enfrentaba Future Publishing, evidenciando un cambio significativo en su situación económica y estructura corporativa.
En 2006, Pat Garratt, director de desarrollo empresarial de Eurogamer, publicó una crítica dirigida a los profesionales del periodismo de juegos impresos que no habían logrado adaptarse a la web. Garratt fundamentó su opinión en su experiencia previa en el ámbito impreso para ofrecer una explicación sobre los desafíos a los que se enfrentaban empresas como Future Publishing y por qué consideraba que no habían superado estos obstáculos. Esta reflexión evidenció los desafíos y resistencias que enfrentaba la transición del periodismo de juegos desde los medios impresos hacia el ámbito digital en aquel momento.
Con el creciente auge de los deportes electrónicos, sitios web convencionales de reportes deportivos como ESPN y Yahoo inauguraron secciones dedicadas a estos deportes a principios de 2016. Esta iniciativa suscitó controversia, sobre todo en el caso de ESPN, cuyo presidente, John Skipper, expresó que los eSports eran una competencia en lugar de un deporte. La reacción ante este cambio fue variada, generando tanto interés como descontento. A pesar de esto, a partir de enero de 2017, ESPN y Yahoo continuaron con su cobertura en línea de los deportes electrónicos. Sin embargo, Yahoo eSports concluyó sus operaciones el 21 de junio de 2017, marcando un punto final en su cobertura dedicada a los eSports.
Además de ESPN y Yahoo, existen otros sitios de noticias contemporáneos especializados en deportes electrónicos, tales como The Score Esports o Dot Esports. Estas plataformas abarcan algunos de los juegos más populares entre los aficionados, incluyendo Counter-Strike, League of Legends y Dota 2, ofreciendo cobertura detallada y actualizada sobre estos títulos.

#### Independiente
Aunque los fanzines impresos sobre videojuegos han estado presentes desde las primeras consolas domésticas, el surgimiento de Internet proporcionó a los periodistas independientes dedicados a los juegos una nueva plataforma significativa. Este cambio les permitió expandir su alcance y llegar a audiencias más amplias en comparación con los medios impresos tradicionales.
Inicialmente pasados por alto por la mayoría de los principales editores de juegos, estos empezaron a captar la atención de estas grandes empresas cuando las comunidades detrás de ellos desarrollaron una base de lectores influyentes y comprometidos. A medida que estas comunidades producían contenido cada vez más profesional, o casi profesional, estos sitios web ganaron reconocimiento por parte de las empresas más grandes dentro de la industria de los videojuegos.
Los sitios web independientes de videojuegos generalmente operan sin fines de lucro, dirigiendo todos sus ingresos hacia costos de alojamiento y, ocasionalmente, compensación para sus redactores. Estos sitios, como sugiere su nombre, no tienen afiliación con ninguna empresa o estudio en particular, aunque es común que exista un sesgo inherente en el modelo no regulado al que se acoplan. Mientras la mayoría adopta la forma de blogs, también prevalece el modelo “enviado por el usuario”, donde los lectores redactan historias que son moderadas por un equipo editorial.
En tiempos recientes, se ha observado que varios de los sitios independientes más prominentes han sido adquiridos por empresas de medios de mayor importancia, siendo Ziff Davis Media una de las entidades que ha adquirido diversos sitios independientes en su portafolio. Esta tendencia ha marcado un cambio notable en la dinámica de la industria, con compañías más grandes tomando control de plataformas inicialmente independientes.
Entre 2013 y 2014, IGN y GameSpot anunciaron despidos importantes.  

#### El aumento de reseñas en sitios orientados a vídeos
Según un artículo de Mike Rose en Gamasutra en 2014: “La influencia publicitaria que figuras como TotalBiscuit pueden ejercer, en comparación con los principales sitios web de consumo como IGN, GameSpot y Game Informer, está cobrando cada vez más relevancia. Hace un año, habría recomendado a cualquier desarrollador ponerse en contacto con tantos medios de prensa como fuera posible y lo más temprano posible. Aunque aún sugiero esto, con una advertencia: la atención de los YouTubers es fundamental”. Rose entrevistó a varios desarrolladores y editores de juegos, concluyendo que la cobertura popular en YouTube era más crucial para los juegos independientes, superando incluso a las publicaciones especializadas en juegos. 
David Auerbach, en un artículo para Slate, argumentó que la influencia de la prensa especializada en videojuegos está disminuyendo. Aseguró que las empresas y desarrolladores de videojuegos están optando por acercarse directamente a entusiastas casi aficionados, considerándolos una opción más efectiva para construir sus marcas. Auerbach afirmó que estos jugadores influyentes mantienen relaciones más sólidas con sus audiencias en comparación con los periodistas de videojuegos. Además, mencionó que Nintendo ha estado excluyendo a la prensa de videojuegos durante años. En su conclusión, expresó que la audiencia de los periodistas de videojuegos, los jugadores, está migrando hacia sitios de reseñas orientados a videos, abandonando así a los medios tradicionales.

## Publicaciones notables
Véase: Categoría:Sitios web de videojuegos
Véase: Categoría:Revistas de videojuegos
Blogs - Joystiq, Kotaku, Destructoid
Tres blogs que surgieron casi al mismo tiempo. Acercan las últimas novedades y rumores del mundo de los videojuegos, y están considerados como los principales tabloides de los sitios de periodismo de videojuegos.
Online - 1UP, IGN, GameSpot, GameSpy, GamesRadar, Eurogamer, AnaitGames, Meristation, Vandal, Maldtos Nerds, GameReport, Akihabarablues, LaPS3 (ahora LaPS4), Vidaextra.
Los grandes sitios web del periodismo de videojuegos. Ofrecen una gran cantidad de información a grandes audiencias sobre todas las plataformas y tipos de videojuegos. Ofrecen suscripciones de pago (a excepción de 1UP, GamesRadar, Eurogamer, AnaitGames y Vidaextra) y disfrutan de enormes comunidades de usuarios.
Basados en vídeo - GameTrailers
Un sitio web que se caracteriza por su gran cantidad de contenidos en vídeo. Ofrece acceso gratuito a la información de la web (con críticas y revisiones de videojuegos), tráileres y jugabilidad grabada. Muchis de los videoclips se ofrecen en alta definición.
Guías de estrategia y preestrenos - Prima Games
Uno de los grandes productores web de guías de estrategia de videojuegos con cerca de mil libros publicados, tanto oficiales como no oficiales, tutoriales, críticas y preestrenos de videojuegos.

## Otras Publicaciones
Medios impresos
Edge
Famitsu
GamePro
Game Informer
Hobby Consolas
Nintendo Power
Official PlayStation Magazine
Official Xbox Magazine
Play
PC Gamer
Televisión
Good Game
X-Play
GameTrailers TV